# Encyclops
Encyclops is een kevergeslacht uit de familie van de boktorren (Cerambycidae). De wetenschappelijke naam van het geslacht werd voor het eerst geldig gepubliceerd in 1838 door Newman.

## Soorten
Encyclops omvat de volgende soorten:
- Encyclops caerulea (Say, 1827)
- Encyclops californica Van Dyke, 1920
- Encyclops concinna Holzschuh, 1991
- Encyclops hubeiensis Ohbayashi & Wang, 2004
- Encyclops luteoscelis Chou & N. Ohbayashi, 2010
- Encyclops macilentus (Kraatz, 1879)
- Encyclops olivaceus Bates, 1884
- Encyclops viridipennis Makihara, 1978
- Encyclops x-signata Chiang, 1981